# Popillia constanti
Popillia constanti är en skalbaggsart som beskrevs av Limbourg 2008. Popillia constanti ingår i släktet Popillia och familjen Rutelidae. Inga underarter finns listade i Catalogue of Life.